# Malik Hebbar
Malik Hebbar, né le 6 octobre 1973 à Bondy, est un ancien footballeur français, puis entraîneur. Il évoluait auparavant au poste d'attaquant.
Il a évolué à un niveau professionnel, en Ligue 2, au sein des clubs de Istres, Gueugnon et Reims.

## Carrière
- 1994-2001 :  Olympique Noisy-le-Sec
- 2001-2003 :  FC Istres
- 2003-2004 :  FC Gueugnon
- 2004-2006 :  Stade de Reims
- 2006-2010 :  JA Drancy[1]